# Асен Крайшников
Асен Крайшников е български художник.

## Биография
Роден в гр. Кнежа на 31 март 1911 г. Рисува портрети, пейзажи и битови композиции.
Завършва Художествената академия с отличие през 1945 г., специалност „Живопис“. Негов учител е проф. Никола Ганушев.
През 1956 г. пристига в Димитровград със семейството си. Работи като учител в много от училищата в града като „Хр. Ботев“, „Л. Каравелов“, „Ив. Вазов“ и „П. П. Славейков“. През 1972 г. се пенсионира, но продължава да обучава талантливи ученици.
На негово име в Димитровград има изложбена зала с богата дейност.